# Yakitate!! Japan
Yakitate!! Japan (jap. 焼きたて!!ジャぱん) ist eine Manga-Serie des Zeichners Takashi Hashiguchi, die auch als Anime umgesetzt wurde. Das Werk ist in die Genres Comedy, Gourmet und Shōnen einzuordnen.

## Handlung
Kazuma Azuma entdeckt als kleines Kind die Liebe zum Brot backen. Sein Traum ist es, Japan (sprich: dschapan) zu backen, ein Brot, das Japan in der Welt repräsentieren soll. Denn Deutschland hat das Roggenbrot, Frankreich das Baguette, Großbritannien den Toast, aber Japan hat noch kein derartiges Brot.
Um seinem Traum ein Stück näher zu kommen, versucht Kazuma eine Arbeit im Hauptladen der großen Backkette Pantasia zu bekommen. Dafür muss er erst eine Aufnahmeprüfung bestehen. Dabei wird man schnell auf seine „Solarhände“ aufmerksam, die durch erhöhten Kreislauf eine höhere Körpertemperatur besitzen und so förderlich sind für das Brotkneten. So versucht Kyousuke Kawachi, Kazuma für seine eigenen Zwecke zu missbrauchen, und Tsukino Azusagawa würde ihn gerne in ihrem eigenen Pantasia-Laden im Süden von Tokio haben.

### Wortspiele
Der Brotname Japan (ジャぱん) ist ein Wortspiel, denn pan (パン, allerdings mit Katakana statt mit Hiragana geschrieben) ist das japanische Wort für „Brot“. In der Serie kommen fortwährend solche Doppeldeutigkeiten vor, die meist dadurch entstehen, dass Kazuma ein Wort falsch versteht. So interpretiert er beispielsweise Croissant (クロワッサン kurowassan) als Kurowa-san (Herr Kurowa).

## Veröffentlichungen

### Manga
Yakitate!! Japan erschien in Japan von 2001 bis 2007 in Einzelkapiteln im Manga-Magazin Shōnen Sunday des Shogakukan-Verlags. Diese Einzelkapitel wurden auch in insgesamt 26 Sammelbänden veröffentlicht.
Auf Deutsch veröffentlichte Egmont Manga und Anime den Manga im inzwischen eingestellten Manga-Twister-Magazin und danach acht Sammelbände nach einer Übersetzung von Vera Gutersohn. Die Veröffentlichung wurde danach eingestellt.

### Anime
Studio Sunrise produzierte zum Manga eine Anime-Serie, die vom 12. Oktober 2004 bis zum 14. März 2006 beim japanischen Fernsehsender TV Tokyo ausgestrahlt wurde. Sie ist mit 69 Episoden abgeschlossen.

#### Synchronisation
| Rolle             | Japanischer Sprecher (Seiyū) |
| ----------------- | ---------------------------- |
| Kazuma Azuma      | Yumiko Kobayashi             |
| Kyōsuke Kawachi   | Shūhei Sakaguchi             |
| Tsukino Azusagawa | Chihiro Ōtsuka               |
| Ken Matsushiro    | Hiroki Tōchi                 |
| Kageto Kinoshita  | Setsuji Satō                 |
| Ryō Kuroyanagi    | Takehito Koyasu              |
| Kai Suwabara      | Takayuki Sakazume            |
| Shigeru Kanmuri   | Marina Inoue                 |
| Meister Kirisaki  | Shō Hayami                   |
| Pierrot Bolneze   | Tomokazu Seki                |

In Nebenrollen sind u. a. Nana Mizuki, Hikaru Midorikawa, Katsuyuki Konishi und Rie Kugimiya zu hören.

## Auszeichnungen
Yakitate!! Japan wurde 2004 mit dem 49. Shōgakukan-Manga-Preis in der Kategorie Shōnen ausgezeichnet.